# Symbian OS
Symbian OS (МФА: [ˈsɪmbɪən ˌəʊ ˌɛs]) — операционная система для сотовых телефонов, смартфонов и коммуникаторов, разрабатывавшаяся консорциумом Symbian, основанным в июне 1998 года компанией Nokia.
24 июня 2008 года компании Nokia, Sony Ericsson, Motorola и NTT DOCOMO официально заявили об объединении Symbian OS, S60, UIQ и MOAP(S) с целью создания единой открытой мобильной платформы. Вместе с компаниями AT&T, LG Electronics, Samsung Electronics, STMicroelectronics, Texas Instruments и Vodafone была создана некоммерческая организация Symbian Foundation. Nokia анонсировала покупку оставшихся не принадлежавших ей акций Symbian Ltd., после чего стало бы возможным предоставление исходных кодов системы членам Symbian Foundation. Данный шаг должен был способствовать продвижению Symbian OS на рынке мобильных систем. На данный момент Symbian Foundation насчитывает 40 компаний. В 2011 году Nokia отказалась развивать Symbian, а поддержка Symbian ^3 прекратилась в 2015 году.

## Характеристика
Symbian OS является преемником операционной системы EPOC32, разработанной компанией Psion для своих карманных компьютеров. В 1998—1999 гг. значительная часть системы была переписана с целью оптимизации кода для работы на устройствах с ограниченными ресурсами. Разработчикам удалось добиться значительной экономии памяти, улучшения кэширования кода и, как следствие, ускорения работы программ, при пониженных требованиях к энергопотреблению. С точки зрения разработки, отличительной особенностью системы является полностью объектно-ориентированная архитектура (на уровне API). Начиная с версии системы 9.x появился серьёзный механизм защиты — разграничение API в соответствии с правами приложений (capabilities). Основной язык разработки приложений — C++, имеется поддержка Java. Также существуют библиотеки PIPS для портирования приложений с других ОС.
В 2005 году вышла Symbian OS Series 60 3rd Edition, основанная на новом ядре EKA2, что привело к нарушению обратной совместимости с программами, написанными для предыдущих версий.
Symbian OS стала одной из самых популярных операционных систем для мобильных устройств в 2000-х годах, особенно на рынке смартфонов. Её архитектура была ориентирована на работу с ограниченными ресурсами, что делало её идеальной для устройств того времени.
Важным этапом в развитии системы стало внедрение нового ядра EKA2 в Symbian OS 9.x. Это ядро обеспечило поддержку многозадачности в реальном времени, что было критически важно для современных смартфонов. Однако переход на EKA2 привёл к нарушению обратной совместимости с приложениями, написанными для более ранних версий системы. Это стало вызовом для разработчиков, которым пришлось адаптировать свои программы под новые требования.
Ещё одной ключевой особенностью Symbian OS была её модульность. Система могла быть адаптирована под различные типы устройств, от простых телефонов до продвинутых смартфонов. Это достигалось за счёт использования различных платформ, таких как Series 60, UIQ и Series 80, каждая из которых была ориентирована на определённый сегмент рынка.

Несмотря на свои преимущества, Symbian OS столкнулась с растущей конкуренцией со стороны других операционных систем, таких как iOS и Android. К концу 2000-х годов её популярность начала снижаться, и в 2013 году поддержка системы была официально прекращена. Тем не менее, Symbian OS оставила значительный след в истории мобильных технологий, став одной из первых ОС, которая доказала, что смартфоны могут быть мощными и удобными устройствами для повседневного использования.
На момент 2010 года наиболее распространённой (по количеству устройств) версией являлась Symbian OS Series 60 3rd Edition и 5th Edition (Symbian¹).
Начиная с осени 2010 года системой Symbian OS оснащает свои смартфоны только компания Nokia. До этого данную ОС использовали также такие компании, как Samsung, Sony Ericsson и некоторые другие. На данный момент производство смартфонов с Symbian OS прекращено. Основными конкурентами Symbian OS были операционные системы Microsoft: Windows Mobile (Pocket PC Edition) и Smartphone Edition и Windows Phone, а также операционные системы Google Android и Apple iOS.
Существует несколько модификаций системы (для разных типов устройств), наиболее распространённые из них — UIQ, Series 60 и FOMA:
- UIQ являлся основной для смартфонов, выпускавшихся Sony Ericsson и Motorola. Отличительная особенность UIQ — поддержка устройств с сенсорным экраном. С ноября 2006 года принадлежит Sony Ericsson. В конце 2008 года разработка платформы UIQ была прекращена[3].
- Series 60 — в прошлом основная платформа для смартфонов компании Nokia, также лицензируемая Samsung, Siemens, LG и Sony Ericsson (такие модели, как Satio, Vivaz и Vivaz Pro). Разработана для устройств с телефонной клавиатурой (с сокращённым набором кнопок).
- Series 80 — платформа, также разработанная Nokia, для устройств с полноразмерными клавиатурами (в настоящее время развитие этой ветки Symbian OS приостановлено в связи с усовершенствованием Series 60 для устройств данного вида).
- MOAP (Mobile Oriented Applications Platform). Распространена в Японии. Продвигается крупнейшим сотовым оператором NTT DoCoMo, по заказу которого устройства на MOAP производят компании Mitsubishi, Fujitsu, Sony Ericsson и Sharp.
- Symbian³ — последняя версия Symbian OS, поддержка которой прекращена. На этой платформе построены несколько ОС (Symbian³, Symbian Anna, Nokia Belle). Кроме этого, существует несколько отдельно стоящих устройств, использующих нестандартные модификации Symbian OS.

## История
- В 1997 году компаниями Ericsson, Nokia, Motorola и Psion была основана компания Symbian Ltd.
- В 1999 году компанией Psion выпущена операционная система EPOC Release 5, получившая второе имя Symbian OS v5. Она использовалась в компьютерах Psion Series 5mx, Psion Series 7, Psion Revo, Psion Netbook, netPad, Ericsson MC218.
- В 2000 году появилась операционная система EPOC5u (Symbian OS v5.1, u = Unicode). Первым смартфоном с её использованием стал Ericsson R380.
- Symbian OS v6.0 и v6.1 (иногда называемые ER6). Первый полноценный Symbian-смартфон, Nokia 9210, работал именно на Symbian OS v6.0.
- В 2003 году на свет появились Symbian OS v7.0 и v7.0s. Эта система поддерживала платформы UIQ (Sony Ericsson P800, P900, P910, Motorola A925, A1000), Series 80 (Nokia 9300, 9500), Series 60 (Nokia 6600), а также FOMA.
- В октябре 2003 компания Motorola вышла из консорциума, продав свою долю компаниям Nokia и Psion.
- В 2004 году компания Psion продала свою долю в Symbian.
- В том же 2004 году появился первый вирус для операционной системы Symbian — Компьютерный червь Cabir, умевший самостоятельно рассылать себя через Bluetooth.
- Symbian OS v8.0 также появилась в 2004 году, особенностью которой была возможность выбора между двумя различными ядрами (EKA1 или EKA2). EKA2 не использовался вплоть до выхода SymbianOS v8.1b.
- Symbian OS v8.1 — улучшенная версия 8.0 с поддержкой ядер EKA1 и EKA2.
- В 2004 году вышла Symbian OS v9.0. С этой версии прекратилось использование ядра EKA1. Однако первые телефоны, использующие новую операционную систему, появились на рынке лишь в начале 2006 года.
- В начале 2005 года появилась Symbian OS v9.1.
- В первом квартале 2006 года появилась Symbian OS v9.2 с поддержкой Bluetooth 2.0 и OMA Device Management 1.2.
- 12 июля 2006 года — официальная дата выхода следующей версии Symbian OS v9.3. Отличается поддержкой HSDPA и вьетнамского языка.
- 16 ноября 2006 года был продан 100-миллионный смартфон под управлением Symbian OS.
- Symbian OS v9.4 появилась в марте 2007 года. Отличительной чертой этой версии ОС является поддержка сенсорных экранов. Из других нововведений следует отметить уменьшение энергопотребления на 20—30 %, уменьшение до 75 % времени запуска приложений, улучшенную поддержку VoIP, а также поддержку цифрового телевидения (DVB-H, ISDB-T).
- 24 июня 2008 года — к 10-летию Symbian Ltd. объявлено о создании новой свободной Symbian, чего так и не произошло.
- 2 декабря 2008 года — Nokia сообщила о завершении приобретения акций производителя ПО Symbian. Сотрудники Symbian планируют стать сотрудниками Nokia с 1 февраля 2009 года.[4][5]
- В 2009 году сотрудниками организации S60 On Symbian Customer Operations ОС Symbian была портирована с платформы S60 на x86-процессоры. В качестве тестового ПК использовалась система на базе Intel Atom.
- 11 ноября 2009 года Samsung объявил о том, что с 2010 года отказывается от использования Symbian, а вместо неё наряду с Android и Windows Mobile будет использовать ОС Bada собственной разработки.[6]
- 4 февраля 2010 года Symbian Foundation объявила, что ОС Symbian становится полностью открытой (Open Source) и бесплатной (Freeware).[7]
- 27 апреля 2010 года Nokia официально представила свой смартфон Nokia N8, который работает на новой операционной системе Symbian³.
  - Также было объявлено, что Nokia N8 станет последним аппаратом N-серии, работающим на Symbian, далее N-серия будет работать на MeeGo. Другие серии телефонов продолжат использование Symbian.[8]
- 25 сентября 2010 года Sony Ericsson объявил о прекращении использования Symbian, чтобы сосредоточиться на выпуске устройств под управлением Android.[9]
- 1 октября 2010 года Samsung прекращает поддержку Symbian и переходит на использование Android, Windows Phone 7 и Bada.[10][11]
- 26 октября 2010 года Nokia официально представила смартфон Nokia C7.
- 17 декабря 2010 года прекращена работа сайта Symbian.org и других поддерживаемых Symbian Foundation сайтов, кроме официального блога[12][13][14]
- В 2011 году планировался выход Symbian ^4, но в итоге Nokia отказалась дальше развивать Symbian.[15]
- 11 февраля 2011 года Nokia объявила о том, что Windows Phone 7 станет ключевой платформой для смартфонов, однако компания не планирует отказываться от платформ Symbian и MeeGo, которые развивала в последние годы. Symbian при этом станет франшизой.[16] Nokia будет поддерживать мобильную платформу Symbian «по меньшей мере» до 2016 года.[17]
- 12 апреля 2011 года Nokia анонсировала обновлённую версию Symbian³, получившую название Symbian Anna. Улучшения были направлены на визуальное восприятие системы: появился новый комплект тем и набор иконок, расширены возможности текстового ввода, обновлен интерфейс интернет-браузера. Кроме того, усилена безопасность новой версии ОС, добавлены новые бизнес-ориентированные возможности, увеличено быстродействие системы и оптимизировано энергопотребление. Для камерофона N8 чуть позднее было анонсировано крупное обновление программы для работы с камерой.
- 18 августа 2011 года обновление Symbian Anna стало доступным для российских пользователей смартфонов N8, C7, C6-01 и E7 с предустановленной Symbian³.
- 25 августа 2011 года компания Nokia анонсировала обновленную версию Symbian³, получившую название Symbian Belle.
- 23 декабря 2011 года компания Nokia заявила о том, что обновление платформы Symbian³ будет носить название Nokia Belle, а не Symbian Belle. (причина переименования платформы не объявлена)[18]
- 7 февраля 2012 года обновление Nokia Belle стало доступным для пользователей Symbian³
- 11 апреля 2012 года для смартфонов Nokia 603, 700, 701 вышло обновление Nokia Belle Feature Pack 1, в результате которого перечисленные аппараты получили повышение тактовой частоты процессора до 1,3 ГГц, поддержку Dolby Digital Plus, обновленный браузер версии 8.2 с поддержкой HTML5, двадцать новых виджетов, обновление приложения Nokia Maps и MS Apps и другое.
- 24 мая 2012 года Nokia подтверждает слухи о выходе облегченной FP1 для смартфонов первого поколения (Nokia N8, C7 и других) под кодовым названием Nokia Belle Refresh, а также выходе облегченной FP2.
- 27 августа 2012 года доступно официальное обновление до Belle Refresh (N8, C7, X7, E6-00, E7, C6-01, Oro).
- 11 октября 2012 года доступно официальное обновление до Belle Feature Pack 2 (603, 700, 701, 808 PureView)
- 1 января 2013 года появились слухи, что компания Nokia работает над дополнительными обновлениями для смартфонов первого поколения на базе Symbian³ под версией № 111.050.0003
- 24 января 2013 года официальное заявление Nokia: «Устройство, показавшее наши возможности визуализации и вышедшее на рынок в середине 2012 года, было последним устройством Nokia на Symbian». Операционная система Symbian переведена в режим поддержки. Nokia 808 PureView стал последним смартфоном под управлением операционной системы Symbian[19].
- 4 февраля 2013 года смартфоны Nokia на базе операционной системы Belle FP2 получили обновление программного обеспечения, включающее в себя обновление для обмена изображениями, публикацию фото в Twitter, улучшение совместимости и обновление Colorizit.
- 1 января 2014 года магазин Nokia был заморожен. Однако некоторые программы могли обойти заморозку.
- В 2015 году прекратилась поддержка  Symbian ^3. Был закрыт магазин Nokia и другие программы.
- С 2017 года прекратились поддержки популярных мессенджеров: WhatsApp, Skype и других.

## Статистика
Соотношение смартфонов с различными операционными системами. Май 2012 .
| Платформа                                 | I кв. 2012 г. | IV кв. 2011 г. | IV кв. 2010 г. | III кв. 2010 г. | IV кв. 2009 г. | III кв. 2009 г. | IV кв. 2008 г. | IV кв. 2007 г. | III кв. 2006 г. | III кв. 2005 г. |
| ----------------------------------------- | ------------- | -------------- | -------------- | --------------- | -------------- | --------------- | -------------- | -------------- | --------------- | --------------- |
| Symbian                                   | 6,8 %         | 11,7 %         | 32,3 %         | 36,6 %          | 47,2 %         | 44,6 %          | 52,4 %         | 62,3 %         | 72,8 %          | 59,7 %          |
| RIM (BlackBerry OS)                       | 6,4 %         | 8,8 %          | 14,6 %         | 14,8 %          | 20,8 %         | 20,7 %          | 16,5 %         | 10,9 %         | 2,8 %           | 1,5 %           |
| Apple (iOS)                               | 23,0 %        | 23,8 %         | 15,8 %         | 16,7 %          | 15,1 %         | 17,1 %          | 9,6 %          | 5,2 %          | -               | -               |
| Microsoft (Windows Mobile, Windows Phone) | 2,2 %         | 1,9 %          | 3,4 %          | 2,8 %           | 8,8 %          | 7,9 %           | 13,9 %         | 11,9 %         | 5,6 %           | 2,2 %           |
| Google (Android)                          | 59,0 %        | 50,9 %         | 30,5 %         | 25,5 %          | 4,7 %          | 3,5 %           | 0,5 %          | -              | -               | -               |
| Samsung (bada)                            | 3 %           | 2,7 %          | 1,9 %          | 0,1 %           |                |                 | -              | -              | -               | -               |
| Прочие (PalmOS, Maemo, Openmoko, LiMo)    | 2,6 %         | 0,8 %          | 1,5 %          | 3,6 %           | 3,4 %          | 6,2 %           | 7,2 %          | 9,6 %          | 18,8 %          | 36,6 %          |